# 雍和宫站
雍和宫站是一个位于中国北京市东城区北新桥街道、安定门街道、和平里街道交界北二环路、和平里西街、雍和宫大街、安定门东大街交叉口雍和宫桥下方，属于北京地铁2号线和5号线的地铁换乘站。

## 位置
这个站位于北二环安定门东大街与雍和宫大街、和平里西街交汇处。因附近的雍和宫得名。

## 车站设计
雍和宫站2号线车站在交汇口东，5号线车站在交汇口南。两座车站都是地下车站，2号线为岛式站台设计，5号线为较特殊的错层岛式站台设计。

### 楼层分布
| 地面                    | 出入口                  | A–G出入口                        |
| 地下一层 2、5号线站厅层 | 站厅                    | 票务服务、自动售票机、一卡通充值 |
| 地下二层 2号线站台层    |                         | 2号线外环（安定门）              |
| 地下二层 2号线站台层    | 岛式站台，左側開门      |                                  |
| 地下二层 2号线站台层    | 2号线内环（东直门）     |                                  |
| 地下三层 5号线站台层    |                         | 5号线往天通苑北（和平里北街）    |
| 地下三层 5号线站台层    | 错层島式月台，左側開门  |                                  |
| 地下三层 5号线站台层    | 5号线往宋家庄（北新桥） |                                  |

### 站台
2号线站台位于安定门东大街地底，为岛式站台，吊顶上的灯具造型参考了佛像仰莲座，每盏灯有八组灯管，象征佛教的三界、五智，又包含四面八方之意，灯下吊挂有形似幔帐和经幡的装饰物。2号线站台西端为通往5号线站台的换乘楼梯。5号线站台位于雍和宫大街地底，为四跨错层岛式站台，其中较高层的东侧站台为原2号线建成时所预留站台，而较低层的西侧站台为新建站台。2号线月台东端设有一条渡线。

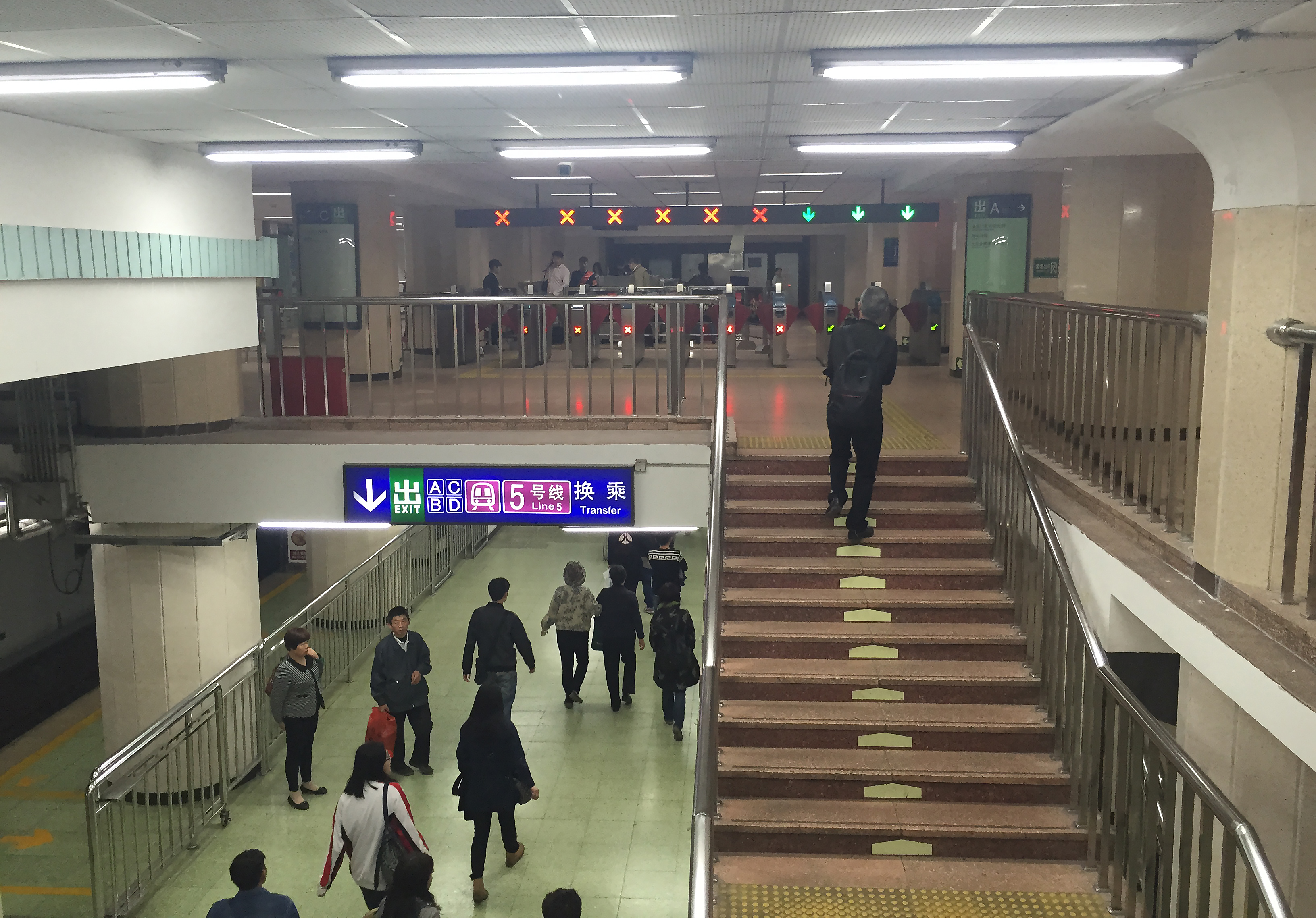
2号线站厅与站台（2016年4月摄）
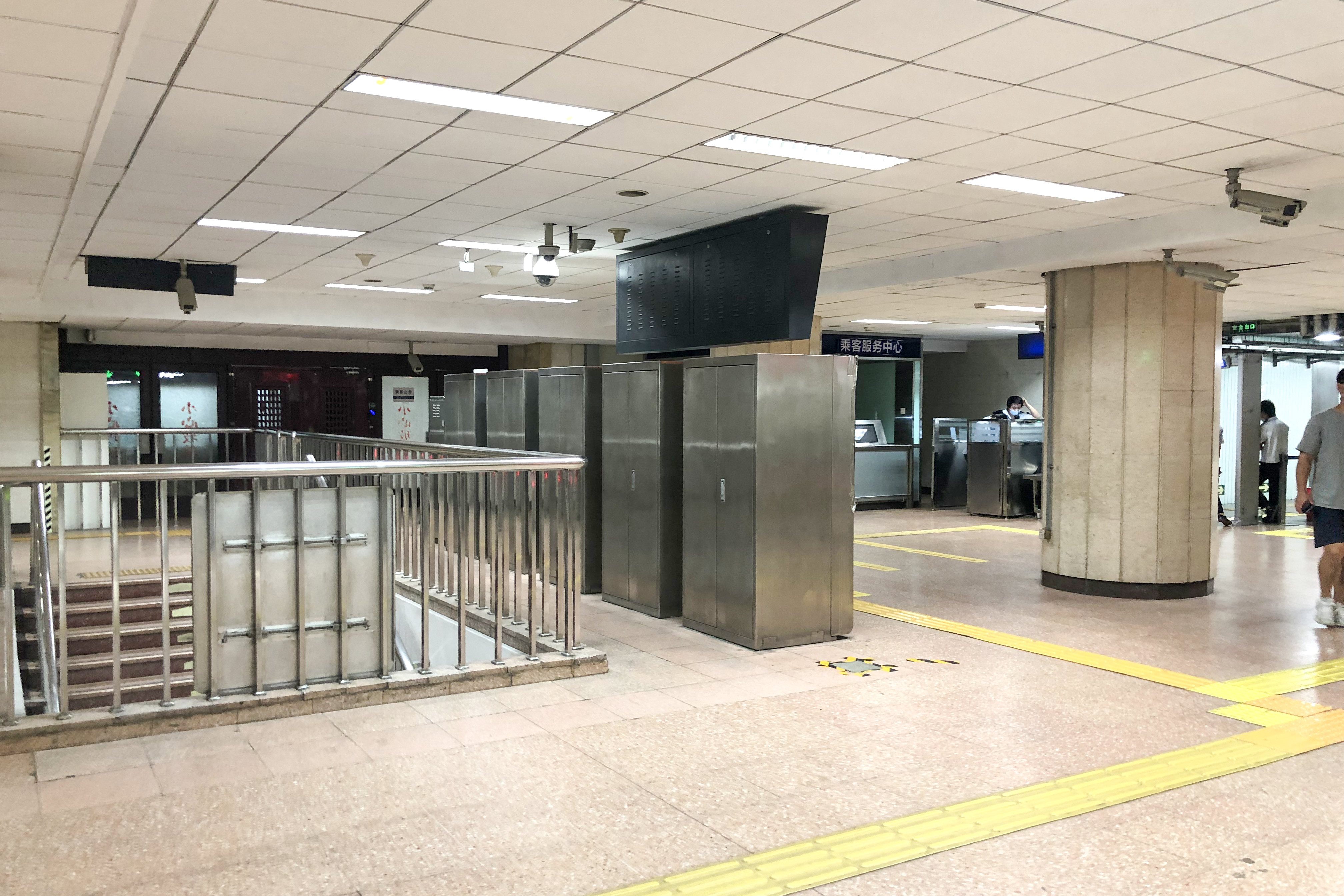
2号线西站厅非付费区（2021年7月摄）
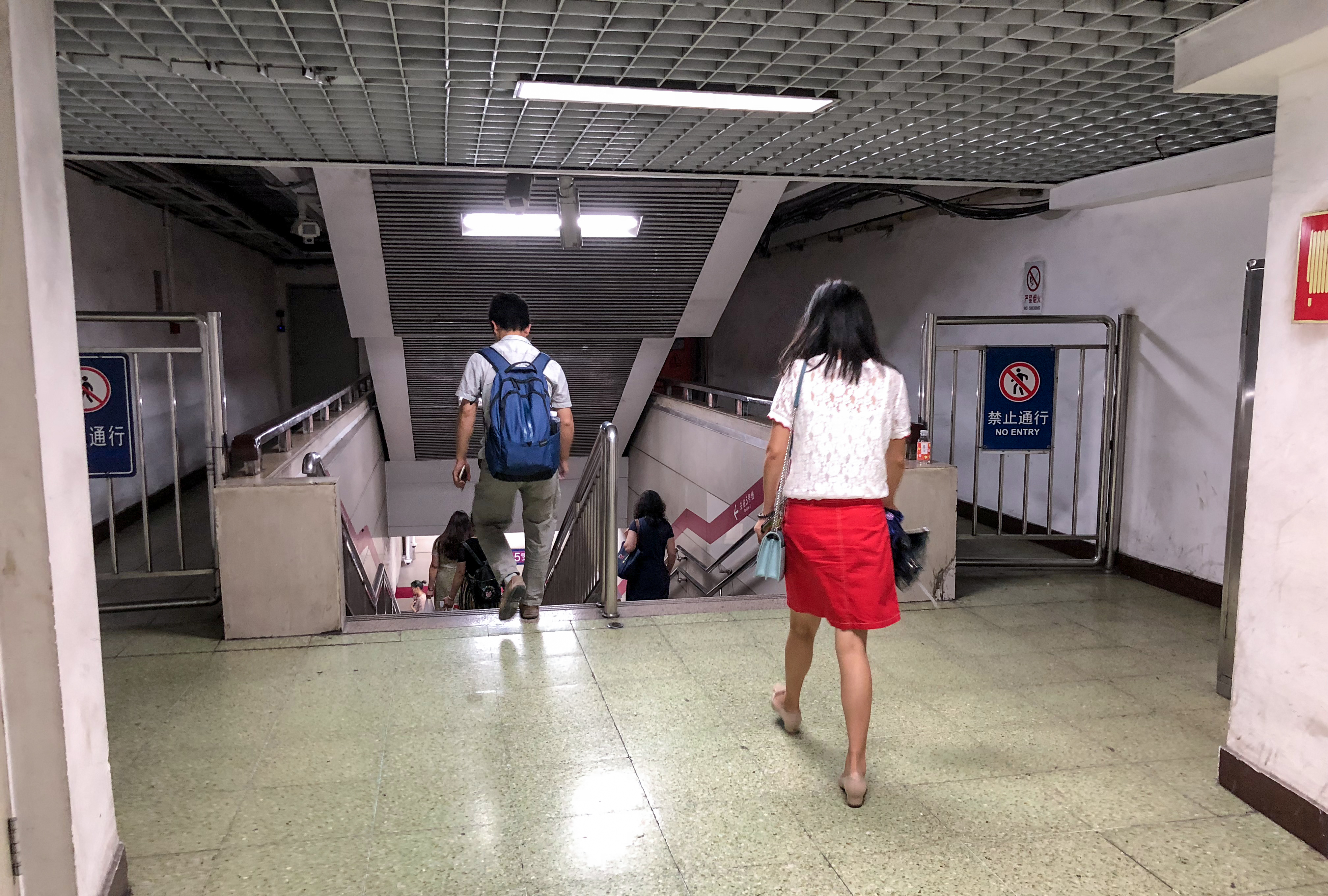
2号线至5号线换乘通道（2018年8月摄）
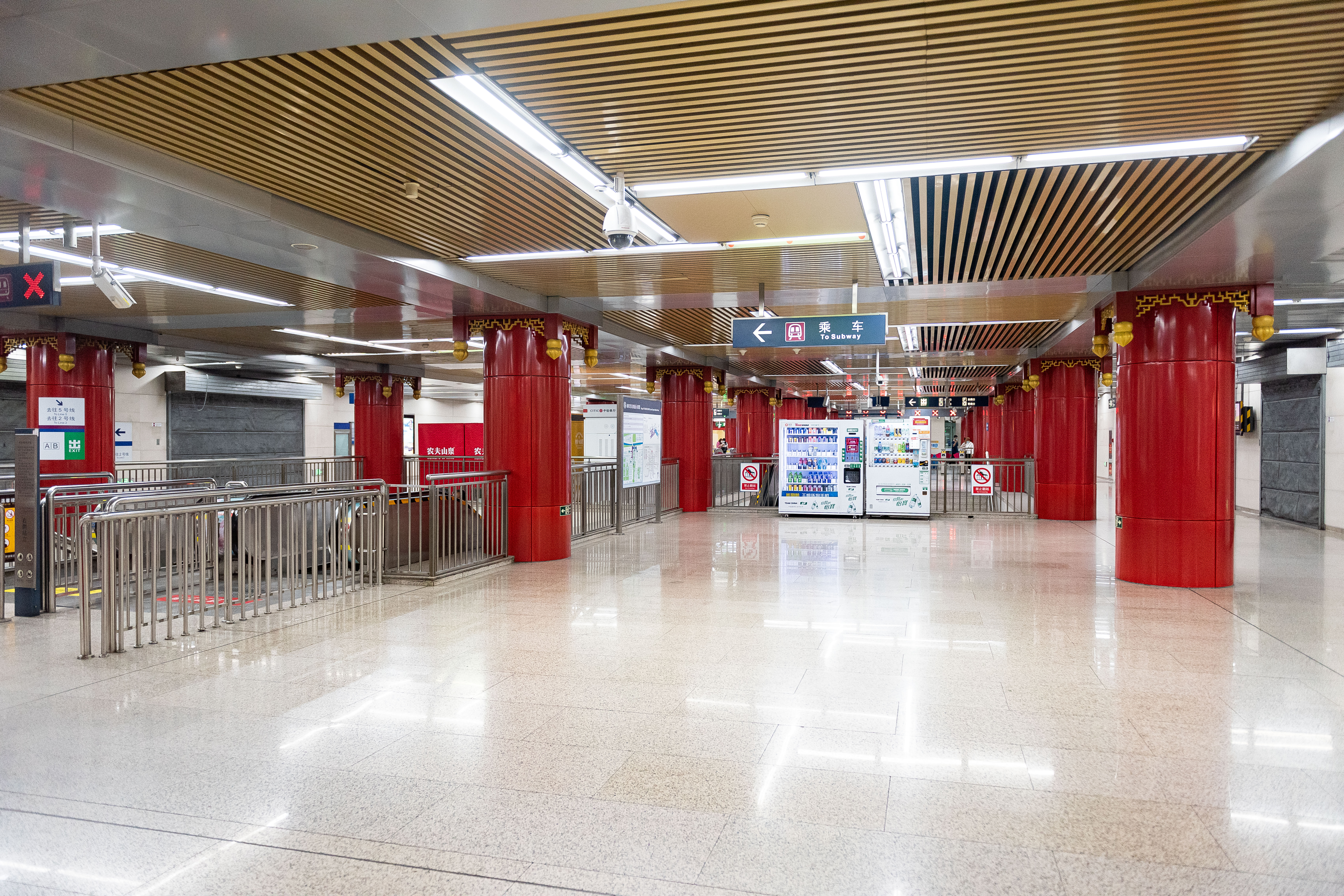
5号线站厅（2021年7月摄）
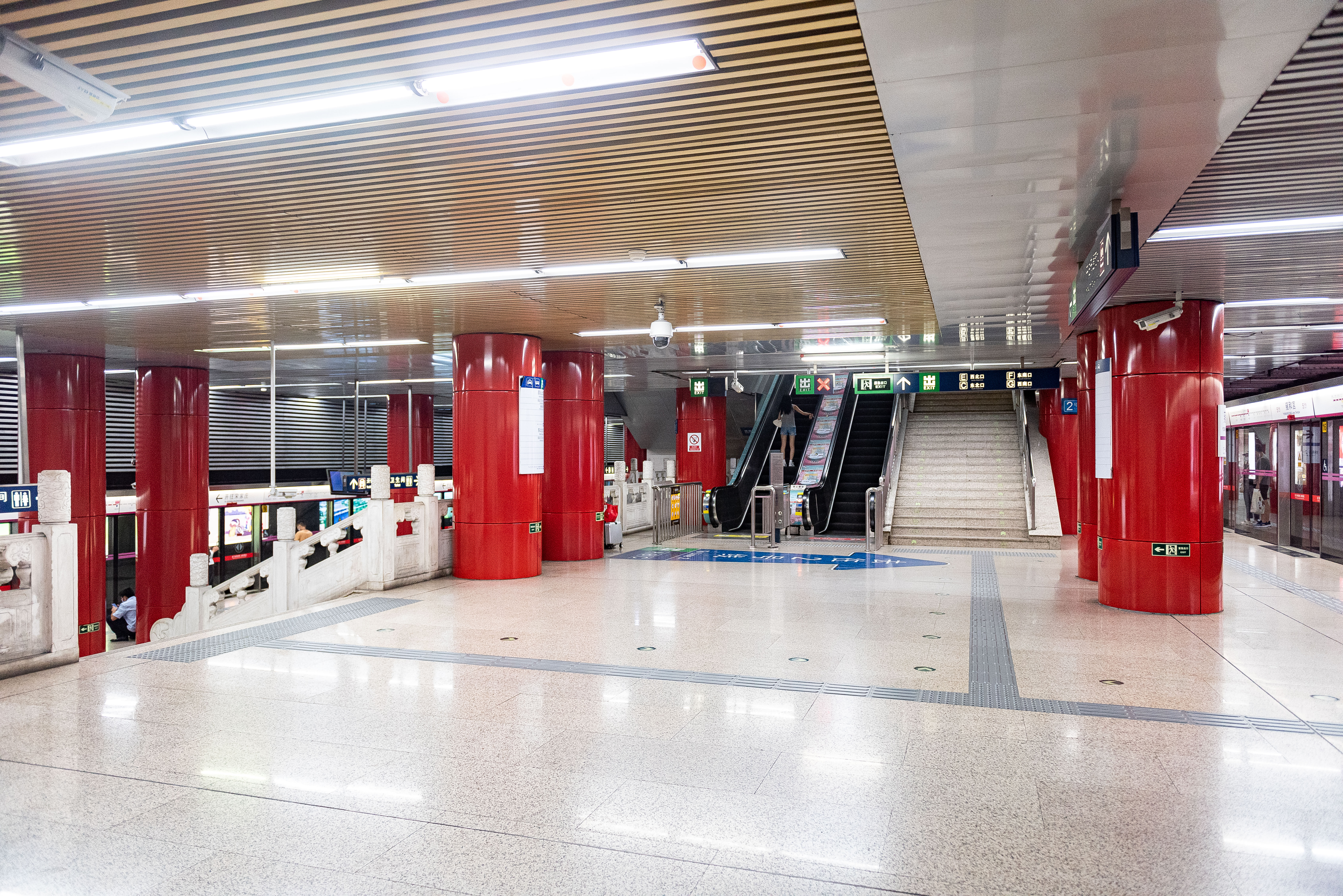
5号线错层岛式站台上层（2021年7月摄）

## 出口
雍和宫站共有7个出口：2号线A（西北）、B（东南）、C（西南）；5号线A（西北）、B（东北）、C（东南）、D（西南）。5号线开通后，出入口并未接续既有站的编号，而是单独编号，且2号线C出口和5号线B出口为同一出口。2016年8月，针对持续近9年的出入口重复编号问题，北京地铁将雍和宫站5号线原A口（西北口）改为E口、原B口改为C口、原C口（东南口）改为F口、原D口（西南口）改为G口。
|                           |                  |                                    |      |            |
|                           |                  |                                    |      |            |
| 编号                      | 指示             | 建议前往的目的地                   | 图片 | 无障碍设施 |
| 连通 2号线站厅            |                  |                                    |      |            |
| 出口 · A                  | 安定门东大街北侧 | 地坛公园                           |      | 不適用     |
| 出口 · B                  | 安定门东大街南侧 | 北京市公安局出入境管理处           |      | 不適用     |
| 连通 2号线 5号线站厅      |                  |                                    |      |            |
| 出口 · C · 轮椅升降台标志 | 安定门东大街南侧 | 雍和宫                             |      |            |
| 连通 5号线站厅            |                  |                                    |      |            |
| 出口 · E · 轮椅升降台标志 | 安定门东大街     | 雍和宫、民族文化交流中心           |      |            |
| 出口 · F · 轮椅升降台标志 | 雍和宫大街       | 北新胡同、雍和宫、柏林寺、中国侨联 |      |            |
| 出口 · G                  | 雍和宫大街       | 五道营胡同、国子监、国子监中学     |      | 不適用     |
| 註： 設有輪椅升降台       |                  |                                    |      |            |

## 历史
2007年6月9日，为配合2号线换乘5号线的改造工程，雍和宫站封闭，6月29日启用增建至320平方米的东厅并恢复列车停靠，同时继续对西厅进行移梯加板改造，直至7月29日恢复开放。同年10月7日，5号线开通。
2021年12月下旬，本站的英文站名由Lama Temple改为Yonghegong (Lama Temple)，2号线东直门站外环方向的到站广播则将雍和宫站的英文站名播报为Lama Temple。2022年12月，本站英文站名改为Yonghegong Lama Temple，报站保持不变。

## 封站
由于每年农历正月初一均有大量人员前往雍和宫上香，雍和宫站在每年正月初一首班车起至当天下午封站，雍和宫大街南端的北新桥站也会封闭其A、B口。